# Museo di fisica dell'Università di Napoli Federico II
Il Museo di Fisica dell'Università di Napoli "Federico II" raccoglie una collezione di strumenti scientifici antichi. Fu istituito ufficialmente nel 1983 a cura di ricercatori dell'Istituto di Fisica
dell'Università di Napoli "Federico II". Oggi fa parte del Centro musei delle scienze naturali e fisiche.

## Collocazione
Fu inizialmente realizzato presso l'aula di Rodi nell'ex sede del Dipartimento di Scienze Fisiche, alla Mostra d'Oltremare. Dal 28 gennaio 2005 il Museo di Fisica è stato collocato, insieme agli altri musei dell'ateneo, nella sede in via Mezzocannone 8, nell'edificio monumentale dell'Ateneo Fridericiano, nei locali un tempo occupati dal refettorio del Collegio dei gesuiti, restaurato dal 2003 al 2004. Nel refettorio, progettato da Dionisio Lazzari nel 1680, sono presenti decorazioni in stucco originali ed un dipinto del '500 del pittore senese Marco Pino raffigurante una Circoncisione.

## Collezioni
Le collezioni sono raggruppate per tre grandi nuclei storici.
Il primo è costituito dalla collezione reale di strumenti portati a Napoli da Carlo di Borbone nel 1734 da Parma e Piacenza quando si insediò al trono di Napoli. Questa collezione fu collocata nella reggia di Capodimonte, accanto alla quadreria ed alla biblioteca, ed arricchita successivamente.
Il secondo nucleo contiene pezzi provenienti dalla collezione di Ferdinando I di Borbone e del Gabinetto Fisico creato da Gioacchino Murat. Nel 1787, la raccolta viene trasferita al Palazzo dei Regi Studi, attualmente Museo Archeologico Nazionale, quindi trasferita temporaneamente in Sicilia durante la Repubblica Partenopea, e poi di nuovo a Napoli, dove viene restaurata e sistemata nel Palazzo Reale. Al Gabinetto Fisico confluscono strumenti che provengono dal Collegio militare della Nunziatella. Dopo l'unità d'Italia gli strumenti del Gabinetto vengono dispersi in diversi gabinetti universitari, dove sono acquisiti anche preziosi strumenti di proprietà del fisico Macedonio Melloni, che costituiranno il terzo nucleo: la Collezione Melloni.
Le collezioni saranno di nuovo unificate in un unico Gabinetto Fisico universitario nel 1878 con una maggiore vocazione verso la ricerca per volontà del professore di fisica sperimentale Gilberto Govi.
Tra i pezzi di pregio del museo vi è una lente obiettiva per cannocchiale realizzata da Evangelista Torricelli nel 1654. Misura 111 mm di diametro ed ha una distanza focale di 6 m. Si tratta di una delle poche lenti realizzate da Torricelli che siano ancora conservate. Un banco ottico realizzato da Macedonio Melloni rappresenta uno dei primi esempi di questo tipo di apparecchiatura.

## Sito web
Il sito web del Museo di Fisica, nella sua prima versione,
è stato attivato nel 1993 ed è stato tra i primissimi siti web d'Italia.
È stato realizzato ad opera di ricercatori dell'INFN che lavoravano al CERN,
dove era da poco stato creato il World Wide Web.
Ha ricevuto, nel 1994, la nomination come miglior sito nella sezione educational nel concorso Best of the web, edizione '94.

## Orari di visita
- Dal lunedì al venerdì dalle ore 9.00 alle 13.30
- Lunedì e giovedì anche dalle ore 14.30 alle 16.50